# Devagondanahalli, Hadagalli
Devagondanahalli là một làng thuộc tehsil Hadagalli, huyện Bellary, bang Karnataka, Ấn Độ.